# Кудрявцев, Виктор Николаевич
Виктор Николаевич Кудрявцев (род. 24 октября 1937, Тула, РСФСР, СССР) — российский тренер по фигурному катанию. Член Президиума Федерации фигурного катания на коньках города Москвы. Член тренерского совета Федерации фигурного катания на коньках России.

## Карьера
Родился в Туле, где сначала занимался в хореографической студии Дворца пионеров. Когда ему исполнилось 14 лет, ему предложили поступать в хореографическое училище при Большом театре. В училище Кудрявцев поступил, но своего общежития в театре ещё не было, а московские родственники приютить не смогли и ему пришлось вернуться домой в Тулу. Вскоре во Дворце пионеров открылась группа фигурного катания, и в 16 лет В. Кудрявцев встал на коньки. Через пару лет стал третьим на юниорском первенстве страны и готовился в составе взрослой сборной СССР к зимним Играм 1956 года. После окончания школы поступил в ГЦОЛИФК, по окончании которого в 1960 году перешёл на тренерскую работу.
Став тренером, В. Н. Кудрявцев подготовил целый ряд известных фигуристов. Первый тренерский успех пришёл к Кудрявцеву в 1975 году, когда его ученик Сергей Волков стал первым советским Чемпионом мира в мужском одиночном катании. Всего его ученики завоевали на чемпионатах страны, Европы и мира 108 медалей.
Основной специализацией Кудрявцева является мужское и женское одиночное катание, но он имеет опыт работы и со спортивными парами. Его ученики Людмила Смирнова / Андрей Сурайкин на Олимпиаде в Саппоро стали вторыми в короткой программе, проиграв всего одним судейским голосом Ирине Родниной / Алексею Уланову.
В настоящее время работает старшим тренером ГОУ ДОСН ЭШВСМ «Москвич».

## Работа с зарубежными спортсменами
Непродолжительное время работал с сильнейшим филиппинским одиночником Майклом Кристианом Мартинесом, именно под его руководством филиппинский фигурист выступал на зимних Олимпийских играх в Сочи в феврале 2014 года.

## Личная жизнь
Женат на своей бывшей ученице Марине Титовой, которая после завершения спортивной карьеры также стала тренером.

## Награды и звания
- Орден Почёта (17.04.1998)— За заслуги в развитии физической культуры и спорта, многолетнюю плодотворную работу во Всероссийском физкультурно-спортивном обществе «Динамо»[4]
- Медаль «За трудовую доблесть» (03.03.1972)
- Медаль «80 лет Госкомспорту»
- Заслуженный тренер России
- Заслуженный тренер СССР
- Мастер спорта СССР